# Appana furca
Appana furca là một loài bướm đêm trong họ Noctuidae.